# Aconitum neotortuosum
Aconitum neotortuosum är en ranunkelväxtart som beskrevs av Takenoshin Nakai. Aconitum neotortuosum ingår i släktet stormhattar, och familjen ranunkelväxter. Inga underarter finns listade i Catalogue of Life.